# Hans Kollhoff

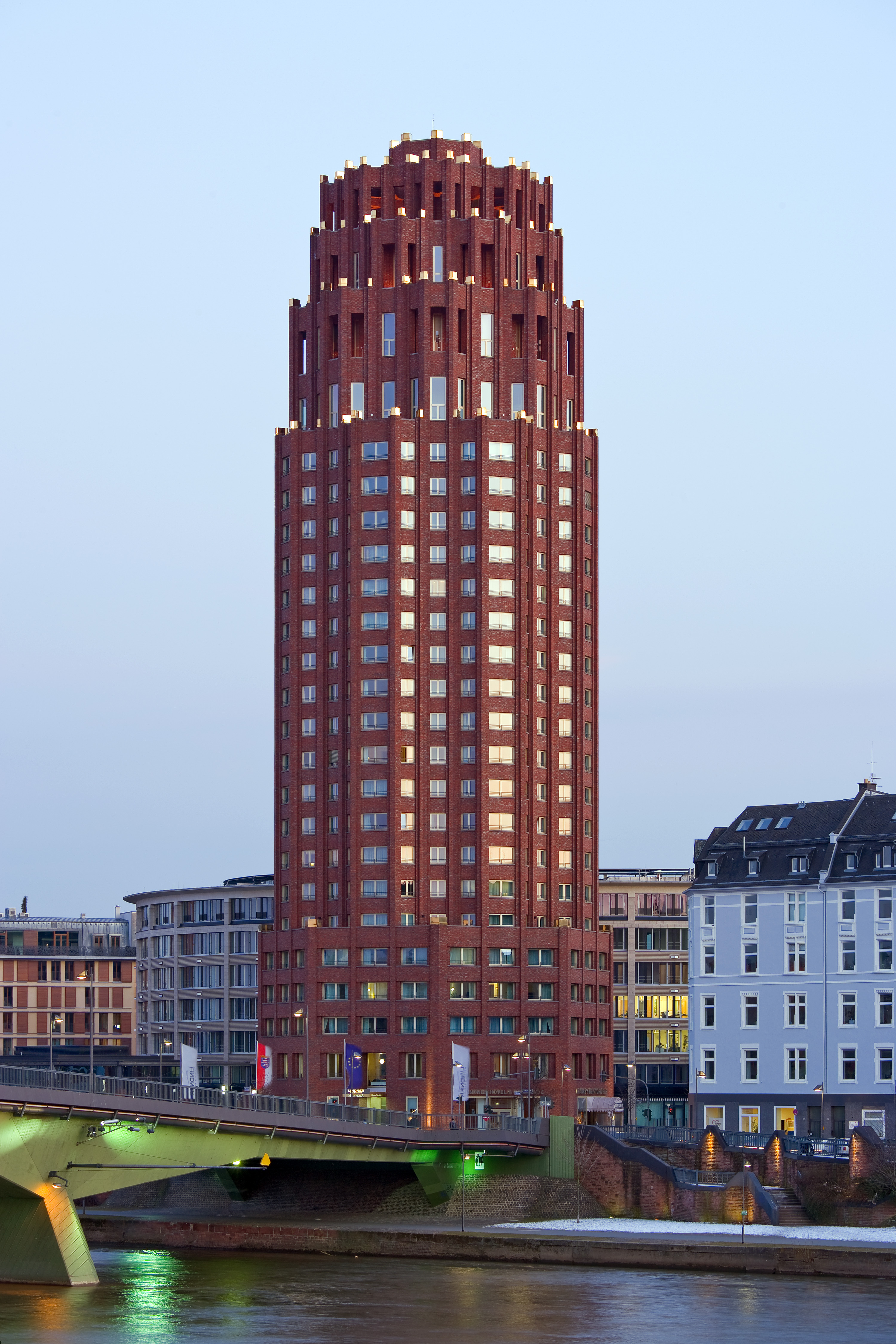
Main Plaza, em Frankfurt (concluído em 2001)

Hans Kollhoff (Bad Lobenstein, Turíngia,  18 de setembro de 1946) é um arquiteto e professor alemão.
Ele é um representante da da arquitetura pós-moderna e da nova arquitetura tradicional, bem como um protagonista do Novo Urbanismo.

## Vida e carreira
Kollhoff passou os primeiros seis anos de sua vida na fazenda da família na Turíngia, no extremo sul da recém-criada Alemanha Oriental . Em 1953, a família fugiu para a Alemanha Ocidental e se estabeleceu no norte de Baden.
Kollhoff começou seus estudos de arquitetura na Universidade de Karlsruhe em 1968. Como estudante de graduação, Kollhoff foi indiretamente introduzido ao ensino de Egon Eiermann por meio dos cursos que Eiermann havia escrito, mas não mais lecionava, e por meio de seu trabalho no estúdio Karlsruhe do arquiteto Gerhard Assem, que havia sido um colaborador de Eiermann. Em 1974, Kollhoff estudou na Universidade de Tecnologia de Viena e trabalhou por um ano no estúdio de Hans Hollein . Ele voltou a Karlsruhe para concluir sua tese de diploma em 1975.  Em seguida, com uma bolsa do Deutscher Akademischer Austauschdienst para cursar a Universidade Cornell, Kollhoff estudou, ao lado de Rem Koolhaas, em meio à estimulante atmosfera gerada pela rivalidade acadêmica entre o historiador da arquitetura Colin Rowe e o arquiteto e teórico Oswald Mathias Ungers. Kollhoff se tornou assistente de Ungers em 1977.
Kollhoff abriu seu próprio estúdio em Berlim em 1978, e desde 1984 dirige o estúdio em parceria com Helga Timmermann.
Até 1985, foi assistente na HdK (sigla em alemão para Universidade de Artes de Berlim), e até 2012, Kollhoff foi Professor de Arquitetura e Construção na ETH Zürich . Ele ocupou vários cargos de professor convidado no país e no exterior. Seus projetos como arquiteto na Alemanha e na Europa abrangem todas as escalas, do cívico ao residencial.
A arquitetura de Hans Kollhoff é caracterizada por um estilo de construção clássico e pelo uso de materiais sólidos e tradicionais, como pedra e tijolo, trabalhados de acordo com métodos tradicionais. Durante sua carreira, Kollhoff se desenvolveu na direção de uma forma cada vez mais tradicional, muitas vezes usando motivos clássicos. Por isso é por vezes criticado por ter criado um tipo de arquitetura supostamente "ultrapassado", que se perde numa nostálgica imitação do formalismo tradicional – uma crítica modernista recorrente. No entanto, o trabalho de Kollhoff, com sua atenção aos detalhes também no espaço interior, pode ser lido como uma continuação do trabalho dos arquitetos do início do século XX, como Adolf Loos .
Em Berlim, ele projetou na Potsdamer Platz , para a DaimlerChrysler, um arranha-céu revestido em tijolos à moda da antiga Nova Iorque. Ele também foi o principal responsável pelo planejamento dos arranha-céus na Alexanderplatz . Entre suas obras estão também a reconstrução do antigo Reichsbank no novo Ministério das Relações Exteriores e o chamado Leibnizkolonnaden no distrito de Charlottenburg-Wilmersdorf, próximo ao Kurfürstendamm . Em 2005, ele construiu os quartos internos da boate exclusiva Goya na Nollendorfplatz, inaugurada em 1º de dezembro no prédio onde antes funcionava o Metropol . Em Frankfurt am Main, ele ergueu o edifício residencial de 88 metros de altura Main Plaza no Deutschherrnviertel .
Desde 2004 Kollhoff lidera o projeto "Bauakademie ", cujo objetivo é reconstruir o edifício Karl Friedrich Schinkel, construído em Berlim no ano de 1836 e demolido em 1962.

## Galeria

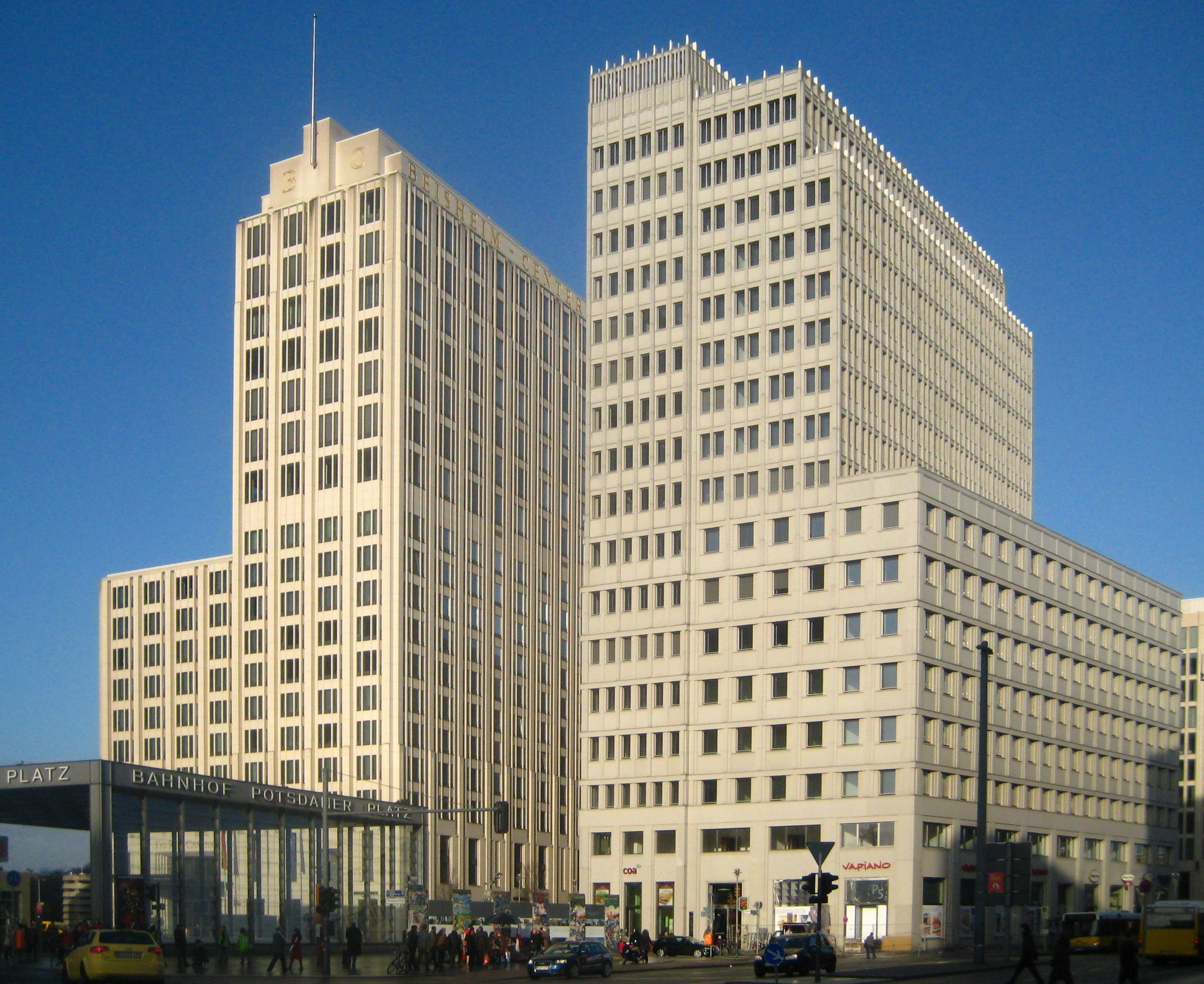
O Centro Beisheim na Potsdamer Platz, Berlim.
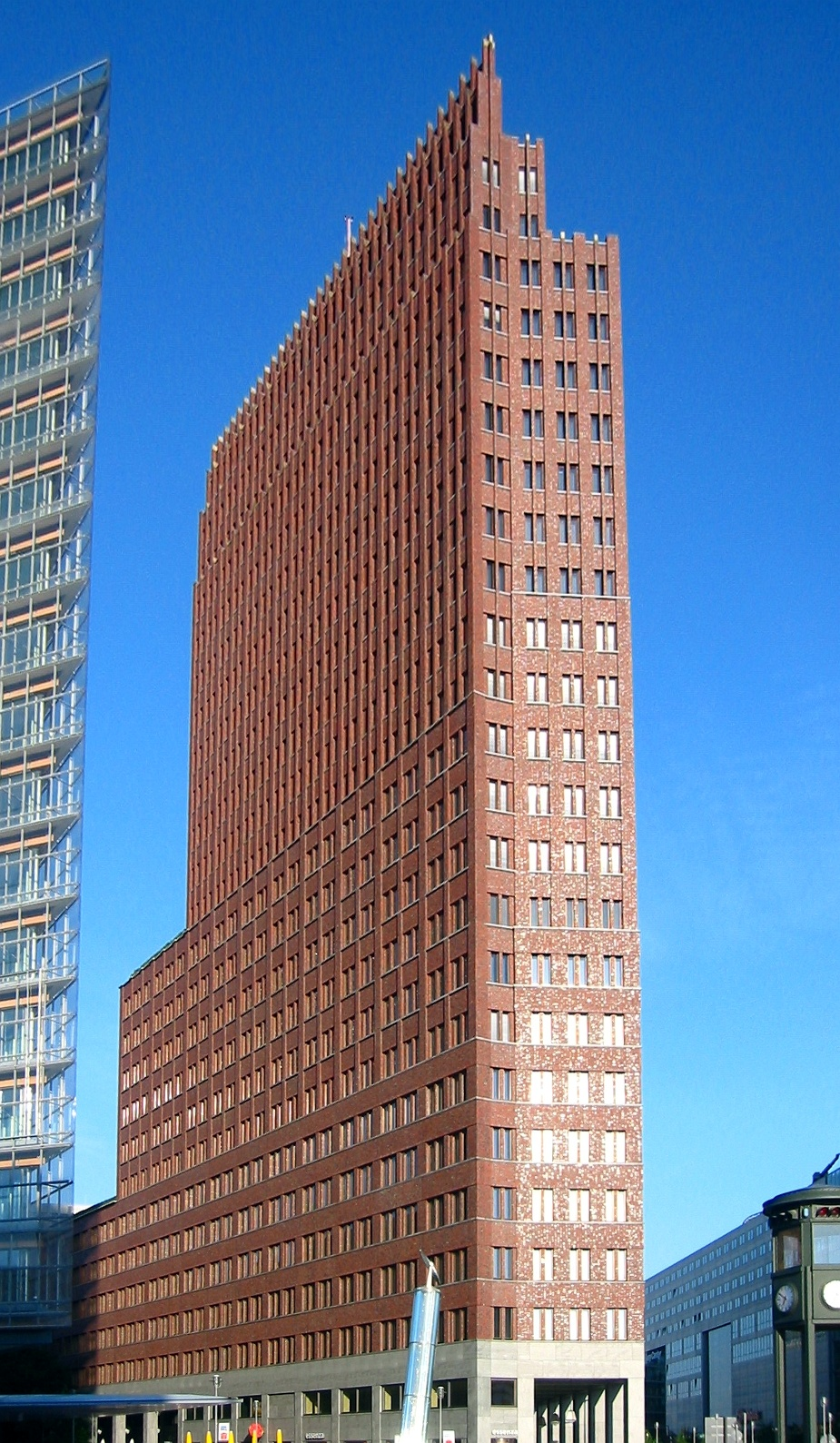
Torre Kollhoff na Potsdamer Platz, Berlim.
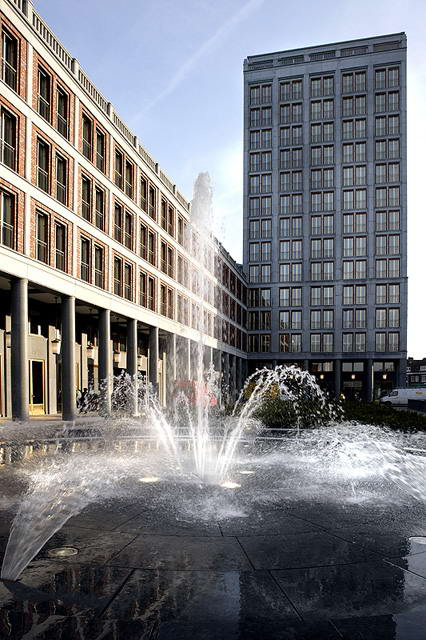
Edifício Coronel, em Maastricht.